# حزب العمل الشعبي الديمقراطي
حزب العمل الشعبي الديمقراطي (باللغة التركية: Sosyaldemokrat Halk Partisi) حزب سياسي ديموقراطي اجتماعي محافظ يساري تركي تأسس عام 2002 ، الحزب لم يشارك الانتخابات التركية العامة 2007 حفاظاً على أصوات اليسار من التشتت.

## وصلات خارجية
- موقع الحزب الرسمي

1. 1 2   https://www.rudaw.net/turkish/middleeast/turkey/0907202414. {{استشهاد ويب}}: |url= بحاجة لعنوان (مساعدة) والوسيط |title= غير موجود أو فارغ (من ويكي بيانات) (مساعدة)